# Carcharhinus humani
A Carcharhinus humani a porcos halak (Chondrichthyes) osztályának kékcápaalakúak (Carcharhiniformes) rendjébe, ezen belül a kékcápafélék (Carcharhinidae) családjába tartozó faj.

## Előfordulása
A Carcharhinus humani előfordulási területe az Indiai-óceán nyugati felén van. Elterjedése Kuvaittól kezdve a Szokotra szigetcsoportig, valamint délre Mozambikig és a Dél-afrikai Köztársasághoz tartozó KwaZulu-Natalig tart.

## Megjelenése
Ez a szirticápa legfeljebb 84 centiméter hosszú. Pofája közepesen hosszú, a vége lekerekített. 46-50 foga van. Az első hátúszó közepesen magas és kissé sarló alakú. A háromszög alakú második hátúszó töve széles; és 39-48%-kal kisebb, mint az elülső. Háti része világos barnás vagy szürkés, hasi része fehéres. A második hátúszón a felső egyharmad és kétharmad között, jól látszó fekete folt ül. A többi úszót fehér sáv szegélyezi. 153-160 csigolyája van.

## Életmódja
Trópusi szirticápa, mely a nyíltabb vizeket választja élőhelyül. Általában 36-43 méteres mélységek között tartózkodik.